# Liste der Nummer-eins-Hits in Deutschland (2006)
Diese Liste enthält alle Nummer-eins-Hits in Deutschland im Jahr 2006. Es gab in diesem Jahr 20 Nummer-eins-Singles und 29 Nummer-eins-Alben.
Die Single- und Albumcharts werden von Media Control wöchentlich zusammengestellt. Sie berücksichtigen sowohl online Download-Käufe als auch den Verkauf physischer Tonträger (CDs). Auswertungszeitraum ist jeweils Freitag bis Donnerstag der nachfolgenden Woche. Am Dienstag darauf werden die Charts zunächst für die Musikindustrie bekannt gegeben, die offizielle Veröffentlichung erfolgt jeweils am Freitag darauf.

## Singles
| ← 2005 ← | Liste der Nummer-eins-Hits in Deutschland | Liste der Nummer-eins-Hits in Deutschland             | Liste der Nummer-eins-Hits in Deutschland | 2007 →                    |
| \| Zeitraum \| Wo. ges. \| Interpret \| Titel Autor(en) \| Zusätzliche Informationen \| \| (Zeitraum, Wochen auf Platz eins, Interpret, Titel, Autor[en], zusätzliche Informationen) \| \| \| \| \| \| ----------------------------------------------------------------------------------------- \| -------- \| ----------------------------------------------------- \| ----------------------------------------------------------------------------------------------------------------------------------------------------------------------------- \| ------------------------- \| \| 18. November 2005 – 19. Januar 2006 9 Wochen \| 9 \| Madonna \| Hung Up Björn K. Ulvaeus, Benny Goran Bror Andersson, Stuart David Price, Madonna L. Ciccone \| – \| \| 20. Januar 2006 – 9. Februar 2006 3 Wochen \| 3 \| Mattafix \| Big City Life Preetesh Hirji, Marlon Roudette \| – \| \| 10. Februar 2006 – 16. Februar 2006 1 Woche (insgesamt 2) \| 2 \| Eros Ramazzotti & Anastacia \| I Belong to You (Il ritmo della passione) Eros Ramazzotti, Claudio Guidetti, Kara DioGuardi, Giuseppe Rinaldi, Anastacia L. Newkirk \| – \| \| 17. Februar 2006 – 23. Februar 2006 1 Woche (insgesamt 5) \| 5 \| Bob Sinclar presents Goleo VI feat. Gary „Nesta“ Pine \| Love Generation Musik: Christophe Le Friant, Alain Wisniak, Jean-Guy Georges Schreiner; Text: Gary D. Pine, Duane Charles Harden \| – \| \| 24. Februar 2006 – 2. März 2006 1 Woche (insgesamt 2) \| 2 \| Eros Ramazzotti & Anastacia \| I Belong to You (Il ritmo della passione) Eros Ramazzotti, Claudio Guidetti, Kara DioGuardi, Giuseppe Rinaldi, Anastacia L. Newkirk \| – \| \| 3. März 2006 – 23. März 2006 3 Wochen (insgesamt 5) \| 5 \| Bob Sinclar presents Goleo VI feat. Gary „Nesta“ Pine \| Love Generation Musik: Christophe Le Friant, Alain Wisniak, Jean-Guy Georges Schreiner; Text: Gary D. Pine, Duane Charles Harden \| – \| \| 24. März 2006 – 30. März 2006 1 Woche \| 1 \| Tokio Hotel \| Rette mich Dave Roth, Patrick Benzner, David Jost, Olaf Weitzl \| – \| \| 31. März 2006 – 6. April 2006 1 Woche (insgesamt 5) \| 5 \| Bob Sinclar presents Goleo VI feat. Gary „Nesta“ Pine \| Love Generation Musik: Christophe Le Friant, Alain Wisniak, Jean-Guy Georges Schreiner; Text: Gary D. Pine, Duane Charles Harden \| – \| \| 7. April 2006 – 4. Mai 2006 4 Wochen \| 4 \| Tobias Regner \| I Still Burn Peter John Wright, Jess Clayton Cates \| – \| \| 5. Mai 2006 – 11. Mai 2006 1 Woche \| 1 \| Mike Leon Grosch \| Don’t Let It Get You Down Michelle Leonard, Christoph Masbaum, Henrik Kersten, Jens Rodenberg, Sean Conlon \| – \| \| 12. Mai 2006 – 18. Mai 2006 1 Woche (insgesamt 3) \| 3 \| Texas Lightning \| No No Never Jane Comerford-Grosser \| – \| \| 19. Mai 2006 – 25. Mai 2006 1 Woche (insgesamt 3) \| 3 \| Shakira feat. Wyclef Jean \| Hips Don’t Lie Omar Alfanno, Jerry Duplessis, Wyclef Jean, Shakira Isabel Mebarak, Latavia Chufon Parker, Luis Diaz \| – \| \| 26. Mai 2006 – 8. Juni 2006 2 Wochen (insgesamt 3) \| 3 \| Texas Lightning \| No No Never Jane Comerford-Grosser \| – \| \| 9. Juni 2006 – 22. Juni 2006 2 Wochen (insgesamt 3) \| 3 \| Shakira feat. Wyclef Jean \| Hips Don’t Lie Omar Alfanno, Jerry Duplessis, Wyclef Jean, Shakira Isabel Mebarak, Latavia Chufon Parker, Luis Diaz \| – \| \| 23. Juni 2006 – 6. Juli 2006 2 Wochen (insgesamt 3) \| 3 \| Herbert Grönemeyer feat. Amadou & Mariam \| Zeit, dass sich was dreht Amadou Bagayoko, Mariam Doumbia, Herbert Grönemeyer, Alex Silva \| – \| \| 7. Juli 2006 – 20. Juli 2006 2 Wochen (insgesamt 3) \| 3 \| Sportfreunde Stiller \| ’54, ’74, ’90, 2006 Peter Stephan Brugger, Florian Weber, Rüdiger Linhof \| – \| \| 21. Juli 2006 – 27. Juli 2006 1 Woche (insgesamt 3) \| 3 \| Herbert Grönemeyer feat. Amadou & Mariam \| Zeit, dass sich was dreht Amadou Bagayoko, Mariam Doumbia, Herbert Grönemeyer, Alex Silva \| – \| \| 28. Juli 2006 – 3. August 2006 1 Woche (insgesamt 3) \| 3 \| Sportfreunde Stiller \| ’54, ’74, ’90, 2006 Peter Stephan Brugger, Florian Weber, Rüdiger Linhof \| – \| \| 4. August 2006 – 7. September 2006 5 Wochen \| 5 \| Xavier Naidoo \| Danke Musik: Michael Herberger, Xavier Naidoo; Text: Xavier Naidoo \| – \| \| 8. September 2006 – 14. September 2006 1 Woche \| 1 \| Tokio Hotel \| Der letzte Tag Dave Roth, Patrick Benzner, David Jost \| – \| \| 15. September 2006 – 21. September 2006 1 Woche \| 1 \| Robbie Williams \| Rudebox William Earl Collins, Bill O. Laswell, Robert Warren Dale Shakespeare, Edmund Carl Aiken Jr., Daniel Spencer Mould, Kelvin Andrews, Sly Dunbar, Robert Peter Williams \| – \| \| 22. September 2006 – 12. Oktober 2006 3 Wochen \| 3 \| Justin Timberlake \| SexyBack Melissa A. Elliott, Floyd Nathaniel Hills, Timothy Z. Mosley, Tim Peter Stahl, John Guldberg, Justin R. Timberlake \| – \| \| 13. Oktober 2006 – 19. Oktober 2006 1 Woche \| 1 \| Scissor Sisters \| I Don’t Feel Like Dancin’ Scott David Hoffman, Jason Sellards, Elton John \| – \| \| 20. Oktober 2006 – 30. November 2006 6 Wochen (insgesamt 7) \| 7 \| Silbermond \| Das Beste Stefanie Kloß, Thomas Stolle, Johannes Stolle, Andreas Jan Nowak \| – \| \| 1. Dezember 2006 – 7. Dezember 2006 1 Woche \| 1 \| Take That \| Patience Gary Barlow, Mark Anthony Owen, Howard Paul Donald, Jason Thomas Orange, John Shanks \| – \| \| 8. Dezember 2006 – 14. Dezember 2006 1 Woche (insgesamt 7) \| 7 \| Silbermond \| Das Beste Stefanie Kloß, Thomas Stolle, Johannes Stolle, Andreas Jan Nowak \| – \| \| 15. Dezember 2006 – 28. Dezember 2006 2 Wochen \| 2 \| Monrose \| Shame Christian Ballard, Andrew Ian Murray, Pete Kirtley, Timothy Hawes \| – \| \| 29. Dezember 2006 – 8. Februar 2007 6 Wochen \| 6 \| Nelly Furtado \| All Good Things (Come to an End) Nelly Kim Furtado, Timothy Z. Mosley, Floyd Nathaniel Hills, Christopher Anthony John Martin \| – \| |                                           |                                                       | |                           |
| ← 2005 |                                           |                                                       | | → 2007 →                  |
| Zeitraum | Wo. ges.                                  | Interpret                                             | Titel Autor(en) | Zusätzliche Informationen |
| (Zeitraum, Wochen auf Platz eins, Interpret, Titel, Autor[en], zusätzliche Informationen) |                                           |                                                       | |                           |
| 18. November 2005 – 19. Januar 2006 9 Wochen | 9                                         | Madonna                                               | Hung Up Björn K. Ulvaeus, Benny Goran Bror Andersson, Stuart David Price, Madonna L. Ciccone                                                                                  | –                         |
| 20. Januar 2006 – 9. Februar 2006 3 Wochen | 3                                         | Mattafix                                              | Big City Life Preetesh Hirji, Marlon Roudette | –                         |
| 10. Februar 2006 – 16. Februar 2006 1 Woche (insgesamt 2) | 2                                         | Eros Ramazzotti & Anastacia                           | I Belong to You (Il ritmo della passione) Eros Ramazzotti, Claudio Guidetti, Kara DioGuardi, Giuseppe Rinaldi, Anastacia L. Newkirk                                           | –                         |
| 17. Februar 2006 – 23. Februar 2006 1 Woche (insgesamt 5) | 5                                         | Bob Sinclar presents Goleo VI feat. Gary „Nesta“ Pine | Love Generation Musik: Christophe Le Friant, Alain Wisniak, Jean-Guy Georges Schreiner; Text: Gary D. Pine, Duane Charles Harden                                              | –                         |
| 24. Februar 2006 – 2. März 2006 1 Woche (insgesamt 2) | 2                                         | Eros Ramazzotti & Anastacia                           | I Belong to You (Il ritmo della passione) Eros Ramazzotti, Claudio Guidetti, Kara DioGuardi, Giuseppe Rinaldi, Anastacia L. Newkirk                                           | –                         |
| 3. März 2006 – 23. März 2006 3 Wochen (insgesamt 5) | 5                                         | Bob Sinclar presents Goleo VI feat. Gary „Nesta“ Pine | Love Generation Musik: Christophe Le Friant, Alain Wisniak, Jean-Guy Georges Schreiner; Text: Gary D. Pine, Duane Charles Harden                                              | –                         |
| 24. März 2006 – 30. März 2006 1 Woche | 1                                         | Tokio Hotel                                           | Rette mich Dave Roth, Patrick Benzner, David Jost, Olaf Weitzl | –                         |
| 31. März 2006 – 6. April 2006 1 Woche (insgesamt 5) | 5                                         | Bob Sinclar presents Goleo VI feat. Gary „Nesta“ Pine | Love Generation Musik: Christophe Le Friant, Alain Wisniak, Jean-Guy Georges Schreiner; Text: Gary D. Pine, Duane Charles Harden                                              | –                         |
| 7. April 2006 – 4. Mai 2006 4 Wochen | 4                                         | Tobias Regner                                         | I Still Burn Peter John Wright, Jess Clayton Cates | –                         |
| 5. Mai 2006 – 11. Mai 2006 1 Woche | 1                                         | Mike Leon Grosch                                      | Don’t Let It Get You Down Michelle Leonard, Christoph Masbaum, Henrik Kersten, Jens Rodenberg, Sean Conlon                                                                    | –                         |
| 12. Mai 2006 – 18. Mai 2006 1 Woche (insgesamt 3) | 3                                         | Texas Lightning                                       | No No Never Jane Comerford-Grosser | –                         |
| 19. Mai 2006 – 25. Mai 2006 1 Woche (insgesamt 3) | 3                                         | Shakira feat. Wyclef Jean                             | Hips Don’t Lie Omar Alfanno, Jerry Duplessis, Wyclef Jean, Shakira Isabel Mebarak, Latavia Chufon Parker, Luis Diaz                                                           | –                         |
| 26. Mai 2006 – 8. Juni 2006 2 Wochen (insgesamt 3) | 3                                         | Texas Lightning                                       | No No Never Jane Comerford-Grosser | –                         |
| 9. Juni 2006 – 22. Juni 2006 2 Wochen (insgesamt 3) | 3                                         | Shakira feat. Wyclef Jean                             | Hips Don’t Lie Omar Alfanno, Jerry Duplessis, Wyclef Jean, Shakira Isabel Mebarak, Latavia Chufon Parker, Luis Diaz                                                           | –                         |
| 23. Juni 2006 – 6. Juli 2006 2 Wochen (insgesamt 3) | 3                                         | Herbert Grönemeyer feat. Amadou & Mariam              | Zeit, dass sich was dreht Amadou Bagayoko, Mariam Doumbia, Herbert Grönemeyer, Alex Silva                                                                                     | –                         |
| 7. Juli 2006 – 20. Juli 2006 2 Wochen (insgesamt 3) | 3                                         | Sportfreunde Stiller                                  | ’54, ’74, ’90, 2006 Peter Stephan Brugger, Florian Weber, Rüdiger Linhof | –                         |
| 21. Juli 2006 – 27. Juli 2006 1 Woche (insgesamt 3) | 3                                         | Herbert Grönemeyer feat. Amadou & Mariam              | Zeit, dass sich was dreht Amadou Bagayoko, Mariam Doumbia, Herbert Grönemeyer, Alex Silva                                                                                     | –                         |
| 28. Juli 2006 – 3. August 2006 1 Woche (insgesamt 3) | 3                                         | Sportfreunde Stiller                                  | ’54, ’74, ’90, 2006 Peter Stephan Brugger, Florian Weber, Rüdiger Linhof | –                         |
| 4. August 2006 – 7. September 2006 5 Wochen | 5                                         | Xavier Naidoo                                         | Danke Musik: Michael Herberger, Xavier Naidoo; Text: Xavier Naidoo | –                         |
| 8. September 2006 – 14. September 2006 1 Woche | 1                                         | Tokio Hotel                                           | Der letzte Tag Dave Roth, Patrick Benzner, David Jost | –                         |
| 15. September 2006 – 21. September 2006 1 Woche | 1                                         | Robbie Williams                                       | Rudebox William Earl Collins, Bill O. Laswell, Robert Warren Dale Shakespeare, Edmund Carl Aiken Jr., Daniel Spencer Mould, Kelvin Andrews, Sly Dunbar, Robert Peter Williams | –                         |
| 22. September 2006 – 12. Oktober 2006 3 Wochen | 3                                         | Justin Timberlake                                     | SexyBack Melissa A. Elliott, Floyd Nathaniel Hills, Timothy Z. Mosley, Tim Peter Stahl, John Guldberg, Justin R. Timberlake                                                   | –                         |
| 13. Oktober 2006 – 19. Oktober 2006 1 Woche | 1                                         | Scissor Sisters                                       | I Don’t Feel Like Dancin’ Scott David Hoffman, Jason Sellards, Elton John | –                         |
| 20. Oktober 2006 – 30. November 2006 6 Wochen (insgesamt 7) | 7                                         | Silbermond                                            | Das Beste Stefanie Kloß, Thomas Stolle, Johannes Stolle, Andreas Jan Nowak | –                         |
| 1. Dezember 2006 – 7. Dezember 2006 1 Woche | 1                                         | Take That                                             | Patience Gary Barlow, Mark Anthony Owen, Howard Paul Donald, Jason Thomas Orange, John Shanks                                                                                 | –                         |
| 8. Dezember 2006 – 14. Dezember 2006 1 Woche (insgesamt 7) | 7                                         | Silbermond                                            | Das Beste Stefanie Kloß, Thomas Stolle, Johannes Stolle, Andreas Jan Nowak | –                         |
| 15. Dezember 2006 – 28. Dezember 2006 2 Wochen | 2                                         | Monrose                                               | Shame Christian Ballard, Andrew Ian Murray, Pete Kirtley, Timothy Hawes | –                         |
| 29. Dezember 2006 – 8. Februar 2007 6 Wochen | 6                                         | Nelly Furtado                                         | All Good Things (Come to an End) Nelly Kim Furtado, Timothy Z. Mosley, Floyd Nathaniel Hills, Christopher Anthony John Martin                                                 | –                         |

## Alben
| ← 2005 ← | Liste der Nummer-eins-Alben in Deutschland | Liste der Nummer-eins-Alben in Deutschland | Liste der Nummer-eins-Alben in Deutschland | 2007 →                    |
| \| Zeitraum \| Wo. ges. \| Interpret \| Titel \| Zusätzliche Informationen \| \| (Zeitraum, Wochen auf Platz eins, Interpret, Titel, zusätzliche Informationen) \| \| \| \| \| \| ------------------------------------------------------------------------------ \| -------- \| ------------------------------- \| -------------------------- \| ------------------------- \| \| 30. Dezember 2005 – 12. Januar 2006 2 Wochen \| 2 \| Robbie Williams \| Intensive Care \| – \| \| 13. Januar 2006 – 9. Februar 2006 4 Wochen \| 4 \| Xavier Naidoo \| Telegramm für X \| – \| \| 10. Februar 2006 – 16. Februar 2006 1 Woche \| 1 \| James Blunt \| Back to Bedlam \| – \| \| 17. Februar 2006 – 23. Februar 2006 1 Woche \| 1 \| Farin Urlaub Racing Team \| Livealbum of Death \| – \| \| 24. Februar 2006 – 16. März 2006 3 Wochen \| 3 \| Deutschland sucht den Superstar \| Love Songs \| – \| \| 17. März 2006 – 13. April 2006 4 Wochen (insgesamt 5) \| 5 \| Rosenstolz \| Das große Leben \| – \| \| 14. April 2006 – 20. April 2006 1 Woche \| 1 \| P!nk \| I’m Not Dead \| – \| \| 21. April 2006 – 27. April 2006 1 Woche \| 1 \| Andrea Berg \| Splitternackt \| – \| \| 28. April 2006 – 4. Mai 2006 1 Woche (insgesamt 2) \| 2 \| Tokio Hotel \| Schrei \| – \| \| 5. Mai 2006 – 11. Mai 2006 1 Woche \| 1 \| Silbermond \| Laut gedacht \| – \| \| 12. Mai 2006 – 18. Mai 2006 1 Woche \| 1 \| Tobias Regner \| Straight \| – \| \| 19. Mai 2006 – 22. Juni 2006 5 Wochen \| 5 \| Red Hot Chili Peppers \| Stadium Arcadium \| – \| \| 23. Juni 2006 – 6. Juli 2006 2 Wochen (insgesamt 8) \| 8 \| Nelly Furtado \| Loose \| – \| \| 7. Juli 2006 – 13. Juli 2006 1 Woche \| 1 \| Billy Talent \| Billy Talent II \| – \| \| 14. Juli 2006 – 20. Juli 2006 1 Woche \| 1 \| LaFee \| LaFee \| – \| \| 21. Juli 2006 – 27. Juli 2006 1 Woche \| 1 \| Pink Floyd \| Pulse [DVD] \| – \| \| 28. Juli 2006 – 17. August 2006 3 Wochen \| 3 \| Semino Rossi \| Ich denk an Dich \| – \| \| 18. August 2006 – 24. August 2006 1 Woche \| 1 \| Jan Delay \| Mercedes-Dance \| – \| \| 25. August 2006 – 31. August 2006 1 Woche \| 1 \| Christina Aguilera \| Back to Basics \| – \| \| 1. September 2006 – 7. September 2006 1 Woche (insgesamt 8) \| 8 \| Nelly Furtado \| Loose \| – \| \| 8. September 2006 – 14. September 2006 1 Woche \| 1 \| Iron Maiden \| A Matter of Life and Death \| – \| \| 15. September 2006 – 21. September 2006 1 Woche \| 1 \| Pur \| Es ist wie es ist \| – \| \| 22. September 2006 – 28. September 2006 1 Woche (insgesamt 5) \| 5 \| Rosenstolz \| Das große Leben live \| – \| \| 29. September 2006 – 12. Oktober 2006 2 Wochen \| 2 \| Christina Stürmer \| Lebe lauter \| – \| \| 13. Oktober 2006 – 19. Oktober 2006 1 Woche \| 1 \| Evanescence \| The Open Door \| – \| \| 20. Oktober 2006 – 26. Oktober 2006 1 Woche \| 1 \| Die Ärzte \| Bäst of \| – \| \| 27. Oktober 2006 – 2. November 2006 1 Woche \| 1 \| Juli \| Ein neuer Tag \| – \| \| 3. November 2006 – 23. November 2006 3 Wochen \| 3 \| Robbie Williams \| Rudebox \| – \| \| 24. November 2006 – 30. November 2006 1 Woche \| 1 \| Depeche Mode \| The Best Of, Volume 1 \| – \| \| 1. Dezember 2006 – 21. Dezember 2006 3 Wochen \| 3 \| Rammstein \| Völkerball [CD/DVD] \| – \| \| 22. Dezember 2006 – 11. Januar 2007 3 Wochen \| 3 \| Monrose \| Temptation \| – \| |                                            |                                            |                                            |                           |
| ← 2005 |                                            |                                            |                                            | → 2007 →                  |
| Zeitraum | Wo. ges.                                   | Interpret                                  | Titel                                      | Zusätzliche Informationen |
| (Zeitraum, Wochen auf Platz eins, Interpret, Titel, zusätzliche Informationen) |                                            |                                            |                                            |                           |
| 30. Dezember 2005 – 12. Januar 2006 2 Wochen | 2                                          | Robbie Williams                            | Intensive Care                             | –                         |
| 13. Januar 2006 – 9. Februar 2006 4 Wochen | 4                                          | Xavier Naidoo                              | Telegramm für X                            | –                         |
| 10. Februar 2006 – 16. Februar 2006 1 Woche | 1                                          | James Blunt                                | Back to Bedlam                             | –                         |
| 17. Februar 2006 – 23. Februar 2006 1 Woche | 1                                          | Farin Urlaub Racing Team                   | Livealbum of Death                         | –                         |
| 24. Februar 2006 – 16. März 2006 3 Wochen | 3                                          | Deutschland sucht den Superstar            | Love Songs                                 | –                         |
| 17. März 2006 – 13. April 2006 4 Wochen (insgesamt 5) | 5                                          | Rosenstolz                                 | Das große Leben                            | –                         |
| 14. April 2006 – 20. April 2006 1 Woche | 1                                          | P!nk                                       | I’m Not Dead                               | –                         |
| 21. April 2006 – 27. April 2006 1 Woche | 1                                          | Andrea Berg                                | Splitternackt                              | –                         |
| 28. April 2006 – 4. Mai 2006 1 Woche (insgesamt 2) | 2                                          | Tokio Hotel                                | Schrei                                     | –                         |
| 5. Mai 2006 – 11. Mai 2006 1 Woche | 1                                          | Silbermond                                 | Laut gedacht                               | –                         |
| 12. Mai 2006 – 18. Mai 2006 1 Woche | 1                                          | Tobias Regner                              | Straight                                   | –                         |
| 19. Mai 2006 – 22. Juni 2006 5 Wochen | 5                                          | Red Hot Chili Peppers                      | Stadium Arcadium                           | –                         |
| 23. Juni 2006 – 6. Juli 2006 2 Wochen (insgesamt 8) | 8                                          | Nelly Furtado                              | Loose                                      | –                         |
| 7. Juli 2006 – 13. Juli 2006 1 Woche | 1                                          | Billy Talent                               | Billy Talent II                            | –                         |
| 14. Juli 2006 – 20. Juli 2006 1 Woche | 1                                          | LaFee                                      | LaFee                                      | –                         |
| 21. Juli 2006 – 27. Juli 2006 1 Woche | 1                                          | Pink Floyd                                 | Pulse [DVD]                                | –                         |
| 28. Juli 2006 – 17. August 2006 3 Wochen | 3                                          | Semino Rossi                               | Ich denk an Dich                           | –                         |
| 18. August 2006 – 24. August 2006 1 Woche | 1                                          | Jan Delay                                  | Mercedes-Dance                             | –                         |
| 25. August 2006 – 31. August 2006 1 Woche | 1                                          | Christina Aguilera                         | Back to Basics                             | –                         |
| 1. September 2006 – 7. September 2006 1 Woche (insgesamt 8) | 8                                          | Nelly Furtado                              | Loose                                      | –                         |
| 8. September 2006 – 14. September 2006 1 Woche | 1                                          | Iron Maiden                                | A Matter of Life and Death                 | –                         |
| 15. September 2006 – 21. September 2006 1 Woche | 1                                          | Pur                                        | Es ist wie es ist                          | –                         |
| 22. September 2006 – 28. September 2006 1 Woche (insgesamt 5) | 5                                          | Rosenstolz                                 | Das große Leben live                       | –                         |
| 29. September 2006 – 12. Oktober 2006 2 Wochen | 2                                          | Christina Stürmer                          | Lebe lauter                                | –                         |
| 13. Oktober 2006 – 19. Oktober 2006 1 Woche | 1                                          | Evanescence                                | The Open Door                              | –                         |
| 20. Oktober 2006 – 26. Oktober 2006 1 Woche | 1                                          | Die Ärzte                                  | Bäst of                                    | –                         |
| 27. Oktober 2006 – 2. November 2006 1 Woche | 1                                          | Juli                                       | Ein neuer Tag                              | –                         |
| 3. November 2006 – 23. November 2006 3 Wochen | 3                                          | Robbie Williams                            | Rudebox                                    | –                         |
| 24. November 2006 – 30. November 2006 1 Woche | 1                                          | Depeche Mode                               | The Best Of, Volume 1                      | –                         |
| 1. Dezember 2006 – 21. Dezember 2006 3 Wochen | 3                                          | Rammstein                                  | Völkerball [CD/DVD]                        | –                         |
| 22. Dezember 2006 – 11. Januar 2007 3 Wochen | 3                                          | Monrose                                    | Temptation                                 | –                         |

## Jahreshitparaden
| ← 2005 ← | Liste der Jahres-Nummer-eins-Hits in Deutschland | Liste der Jahres-Nummer-eins-Hits in Deutschland | Liste der Jahres-Nummer-eins-Hits in Deutschland | 2007 →   |
| \| Singles \| Position# \| Alben \| \| -------------------------------------------------------------------------------------------------------------------------------------------------------------------------------------- \| --------- \| -------------------------------------- \| \| Love Generation Bob Sinclar presents Goleo VI feat. Gary „Nesta“ Pine Musik: Christophe Le Friant, Alain Wisniak, Jean-Guy Georges Schreiner; Text: Gary D. Pine, Duane Charles Harden \| 1 \| Das große Leben Rosenstolz \| \| No No Never Texas Lightning Jane Comerford-Grosser \| 2 \| Piece by Piece Katie Melua \| \| Hips Don’t Lie Shakira feat. Wyclef Jean Omar Alfanno, Jerry Duplessis, Wyclef Jean, Shakira Isabel Mebarak, Latavia Chufon Parker, Luis Diaz \| 3 \| Telegramm für X Xavier Naidoo \| \| Crazy Gnarls Barkley Musik: Brian Joseph Burton, Thomas DeCarlo Callaway, Gian Franco Reverberi, Gian Piero Reverberi; Text: Brian Joseph Burton, Thomas DeCarlo Callaway \| 4 \| Stadium Arcadium Red Hot Chili Peppers \| \| ’54, ’74, ’90, 2006 Sportfreunde Stiller Peter Stephan Brugger, Florian Weber, Rüdiger Linhof \| 5 \| Back to Bedlam James Blunt \| \| Zeit, dass sich was dreht Herbert Grönemeyer feat. Amadou & Mariam Amadou Bagayoko, Mariam Doumbia, Herbert Grönemeyer, Alex Silva \| 6 \| Schrei Tokio Hotel \| \| Big City Life Mattafix Preetesh Hirji, Marlon Roudette \| 7 \| Laut gedacht Silbermond \| \| Das Beste Silbermond Stefanie Kloß, Thomas Stolle, Johannes Stolle, Andreas Jan Nowak \| 8 \| Intensive Care Robbie Williams \| \| I Belong to You (Il ritmo della passione) Eros Ramazzotti & Anastacia Eros Ramazzotti, Claudio Guidetti, Kara DioGuardi, Giuseppe Rinaldi, Anastacia L. Newkirk \| 9 \| I’m Not Dead Pink \| \| Dieser Weg Xavier Naidoo Musik: Philippe van Eecke, Xavier Naidoo; Text: Xavier Naidoo \| 10 \| Breakaway Kelly Clarkson \| |                                                  |                                                  |                                                  |          |
| ← 2005 |                                                  |                                                  |                                                  | → 2007 → |
| Singles | Position#                                        | Alben                                            |                                                  |          |
| Love Generation Bob Sinclar presents Goleo VI feat. Gary „Nesta“ Pine Musik: Christophe Le Friant, Alain Wisniak, Jean-Guy Georges Schreiner; Text: Gary D. Pine, Duane Charles Harden | 1                                                | Das große Leben Rosenstolz                       |                                                  |          |
| No No Never Texas Lightning Jane Comerford-Grosser | 2                                                | Piece by Piece Katie Melua                       |                                                  |          |
| Hips Don’t Lie Shakira feat. Wyclef Jean Omar Alfanno, Jerry Duplessis, Wyclef Jean, Shakira Isabel Mebarak, Latavia Chufon Parker, Luis Diaz | 3                                                | Telegramm für X Xavier Naidoo                    |                                                  |          |
| Crazy Gnarls Barkley Musik: Brian Joseph Burton, Thomas DeCarlo Callaway, Gian Franco Reverberi, Gian Piero Reverberi; Text: Brian Joseph Burton, Thomas DeCarlo Callaway | 4                                                | Stadium Arcadium Red Hot Chili Peppers           |                                                  |          |
| ’54, ’74, ’90, 2006 Sportfreunde Stiller Peter Stephan Brugger, Florian Weber, Rüdiger Linhof | 5                                                | Back to Bedlam James Blunt                       |                                                  |          |
| Zeit, dass sich was dreht Herbert Grönemeyer feat. Amadou & Mariam Amadou Bagayoko, Mariam Doumbia, Herbert Grönemeyer, Alex Silva | 6                                                | Schrei Tokio Hotel                               |                                                  |          |
| Big City Life Mattafix Preetesh Hirji, Marlon Roudette | 7                                                | Laut gedacht Silbermond                          |                                                  |          |
| Das Beste Silbermond Stefanie Kloß, Thomas Stolle, Johannes Stolle, Andreas Jan Nowak | 8                                                | Intensive Care Robbie Williams                   |                                                  |          |
| I Belong to You (Il ritmo della passione) Eros Ramazzotti & Anastacia Eros Ramazzotti, Claudio Guidetti, Kara DioGuardi, Giuseppe Rinaldi, Anastacia L. Newkirk | 9                                                | I’m Not Dead Pink                                |                                                  |          |
| Dieser Weg Xavier Naidoo Musik: Philippe van Eecke, Xavier Naidoo; Text: Xavier Naidoo | 10                                               | Breakaway Kelly Clarkson                         |                                                  |          |